# Bölcek, Bergama
Bölcek là một thị trấn thuộc huyện Bergama, tỉnh İzmir, Thổ Nhĩ Kỳ. Dân số thời điểm năm 2010 là 1.447 người.